# Kering
Kering S.A. (francès: [kɛːʁiŋ]) és un grup de luxe internacional amb seu a París, França. És propietari de diferents marques de béns de luxe com Gucci, Yves Sant Laurent, Balenciaga, Alexander McQueen, Bottega Veneta, Boucheron i Brioni, Pomellato.
L'empresa va ser fundada el 1963 com a Pinault S.A.. El 1994, va canviar el nom a Pinault-Printemps-Redoute fins al 2005, on va canviar novament a PPR. El 2013 va canviar a Kering. Ha estat citat en Euronext Paris des de 1988 i ha estat un dels valors constituents de l'índex de CAC 40 des de 1995. Aquest grup ha estat dirigit per François-Henri Pinault de des de l'any 2005.